# Абдул Гані Ассар
Абдул Гані Ассар (дарі عبدالغني عصار; нар. 1923 — пом. ?) — афганський футболіст, який грав на позиції нападника. Відомий за виступами в афганському клубі «Махмудіє» та у складі національної збірної Афганістану, в складі якої брав участь у літніх Олімпійських іграх 1948.

## Футбольна кар'єра
На клубному рівні Абдул Гані Ассар грав у складі кабульської команди «Махмудіє». У 1948 році у складі збірної Афганістану брав участь у літніх Олімпійських іграх 1948, на яких афганська збірна на попередньому етапі поступилася збірній Люксембургу.